# Шифрін-Театр
Шифрін-Театр створено 1990 року в Москві. Засновник та художній керівник — Юхим Шифрін. У репертуарі Театру вистави «Фотографія на пам'ять» (1991 рік), «Новий російський пасьянс» (1997 рік) та інші.
Юхим Шифрін — виконавець також вокальних творів у своїх виставах і концертах, серед яких романси Дмитра Шостаковича на слова Саши Чорного (вистава «Я граю Шостаковича», 1990 рік), «Єрусалим» М. А. Мінкова, «Повернення» В. Л. Матецкого, «Південна ніч» А. Л. Клевицкого та ін.
З 1993 року Юхим Шифрін знайомить глядачів з естрадними виставами у формі щорічних березневих Бенефісів за участю відомих артистів естради і театру: «Шифріноєв ковчег» (2000 рік) у Театрі естради, «WWW.SHIFRIN.RU» (2001 рік), «Опус № 10» (2002 рік) у ДЦКЗ «Росія» (режисер А.Горбань). У 2003 році — «Сходи» (реж. Цвєтков) у ДЦКЗ «Росія», у 2004 році — «Перепис населення» (реж. С.Цветков) у ДЦКЗ «Росія», 2005 рік — «Люди у масках» (реж. С.Цветков) у ДЦКЗ «Росія».
2006 року відбувся Бенефіс-ювілей артиста — «Кабаре. Перезавантаження» (режисер С.Цветков) у ДЦКЗ «Росія».